# Persone di nome Edward
| Questa pagina contiene informazioni ricavate automaticamente dalle voci biografiche con l'ausilio del template Bio e di un bot. L'aggiornamento è periodico e automatico e ricostruisce completamente la pagina. Se manca una persona in questa lista, sei pregato di non aggiungerla, ma accertati piuttosto che la sua voce biografica contenga il template Bio e che i dati anagrafici siano correttamente compilati. Se il template Bio manca, inseriscilo tu stesso o, in alternativa, metti l'avviso {{tmp\|Bio}} che ne segnala la mancanza. Se i dati riportati sono sbagliati, correggi direttamente la voce biografica; le modifiche saranno visibili in questa lista entro pochi giorni. Per chiarimenti vedi il progetto antroponimi. La lista contiene solo le 1.081 persone che sono citate nell'enciclopedia e per le quali è stato implementato correttamente il template Bio. Pagina aggiornata al 6 ago 2025. |

Questa è una lista di persone presenti nell'enciclopedia che hanno il nome Edward, suddivise per attività principale.

## Agenti segreti(1)
- Eddie Chapman, agente segreto britannico (Burnopfield, n. 1914 - St Albans, † 1997)

## Alchimisti(1)
- Edward Kelley, alchimista e glottoteta inglese (n. 1555 - † 1597)

## Allenatori di calcio(13)
- Eddie Carr, allenatore di calcio e calciatore inglese (Wheatley Hill, n. 1917 - Hartlepool, † 1998)
- Eddie Howe, allenatore di calcio e ex calciatore inglese (Amersham, n. 1977)
- Edward Iordănescu, allenatore di calcio e ex calciatore rumeno (Bucarest, n. 1978)
- Henrik Larsson, allenatore di calcio e ex calciatore svedese (Helsingborg, n. 1971)
- Eddie McGoldrick, allenatore di calcio e ex calciatore irlandese (Londra, n. 1965)
- Eddie Newton, allenatore di calcio e ex calciatore inglese (Londra, n. 1971)
- Eddie Reeve, allenatore di calcio e ex calciatore inglese (Londra, n. 1947)
- Teddy Sheringham, allenatore di calcio e ex calciatore inglese (Londra, n. 1966)
- Edward Still, allenatore di calcio belga (n. 1990)
- Eddie Stuart, allenatore di calcio e calciatore sudafricano (Middelburg, n. 1931 - Wrexham, † 2014)
- Edward Sturing, allenatore di calcio, dirigente sportivo e ex calciatore olandese (Apeldoorn, n. 1963)
- Eddie Thomson, allenatore di calcio e calciatore scozzese (Rosewell, n. 1947 - Sydney, † 2003)
- Eddie Turnbull, allenatore di calcio e calciatore scozzese (Carronshore, n. 1923 - † 2011)

## Allenatori di pallacanestro(3)
- Ed Badger, allenatore di pallacanestro e dirigente sportivo statunitense (West New York, n. 1932)
- Ed DeChellis, allenatore di pallacanestro statunitense (Monaca, n. 1958)
- Eddie Donovan, allenatore di pallacanestro e dirigente sportivo statunitense (Elizabeth, n. 1922 - Bernardsville, † 2001)

## Alpinisti(2)
- Edward Theodore Compton, alpinista, pittore e artista tedesco (Stoke Newington, n. 1849 - Feldafing, † 1921)
- Edward Whymper, alpinista inglese (Londra, n. 1840 - Chamonix, † 1911)

## Altisti(1)
- Ed Caruthers, ex altista statunitense (Oklahoma City, n. 1945)

## Ammiragli(19)
- Edward Belcher, ammiraglio e esploratore britannico (Halifax, n. 1799 - Londra, † 1877)
- Edward Bingham, ammiraglio britannico (Bangor, n. 1881 - Londra, † 1939)
- Edward Boscawen, ammiraglio e politico britannico (Tregothnan, n. 1711 - Hatchlands Park, † 1761)
- Edward Boxer, ammiraglio inglese (Dover, n. 1784 - Balaklava, † 1855)
- Edward Bradford, ammiraglio britannico (n. 1858 - † 1935)
- Edward Codrington, ammiraglio britannico (Dodington, n. 1770 - Londra, † 1851)
- Edward Evans, I barone Mountevans, ammiraglio e esploratore britannico (Londra, n. 1880 - Norvegia, † 1957)
- Edward Hawke, I barone Hawke, ammiraglio britannico (Londra, n. 1705 - Sunbury-on-Thames, † 1781)
- Edward Howard, ammiraglio britannico († 1513)
- Edward Augustus Inglefield, ammiraglio e pittore britannico (Cheltenham, n. 1820 - South Kensington, † 1894)
- Edward Orrick McDonnell, ammiraglio statunitense (Baltimora, n. 1891 - Bolivia, † 1960)
- Edward Pellew, I visconte di Exmouth, ammiraglio britannico (Dover, n. 1757 - Teignmouth, † 1833)
- Edward Russell, I conte di Orford, ammiraglio britannico (Chiswick, n. 1653 - Covent Garden, † 1727)
- Edward Hobart Seymour, ammiraglio britannico (Kinwarton, n. 1840 - Maidenhead, † 1929)
- Edward Shippen, ammiraglio e scrittore statunitense (n. 1826 - † 1911)
- Conolly Abel Smith, ammiraglio inglese (Branston, n. 1899 - Galashiels, † 1985)
- Edward Spragge, ammiraglio irlandese (Irlanda, n. 1629 - † 1673)
- Edward Neville Syfret, ammiraglio britannico (Città del Capo, n. 1889 - Londra, † 1972)
- Edward Vernon, ammiraglio inglese (Città di Westminster, n. 1684 - Nacton, † 1757)

## Animatori(1)
- Ed Barge, animatore statunitense (Santa Clara, n. 1910 - Woodland Hills, † 1991)

## Antiquari(1)
- Edward Thomas, antiquario e numismatico inglese (n. 1813 - Kensington, † 1886)

## Antropologi(5)
- Edward Evan Evans-Pritchard, antropologo britannico (Sussex, n. 1902 - Oxford, † 1973)
- Edward C. Green, antropologo statunitense (n. 1944)
- Edward T. Hall, antropologo statunitense (Webster Groves, n. 1914 - Santa Fe, † 2009)
- Edward Charles Stirling, antropologo britannico (Strathalbyn, n. 1848 - Mount Lofty, † 1919)
- Edward Burnett Tylor, antropologo britannico (Londra, n. 1832 - Wellington, † 1917)

## Arbitri di rugby a 15(1)
- Ed Morrison, arbitro di rugby a 15 e dirigente sportivo britannico (Bristol, n. 1951)

## Archeologi(2)
- Edward Chiera, archeologo italiano (Roma, n. 1885 - Chicago, † 1933)
- Edward Harris, archeologo britannico (Hamilton, n. 1946)

## Architetti(4)
- Edward Middleton Barry, architetto inglese (Londra, n. 1830 - Londra, † 1880)
- Edward Blore, architetto e antiquario inglese (Derby, n. 1787 - Derby, † 1879)
- Edward W. Donn Jr., architetto statunitense (n. 1868 - † 1953)
- Edward Lovett Pearce, architetto irlandese (Contea di Meath, n. 1699 - Stillorgan, † 1733)

## Arcieri(3)
- Edward Bruce, arciere statunitense (Aurora, n. 1861 - Chicago, † 1919)
- Edward Frentz, arciere statunitense (Maine, n. 1863 - Melrose, † 1943)
- Edward Weston, arciere statunitense (Gorham, n. 1846 - Chicago, † 1918)

## Arcivescovi anglicani(1)
- Edward White Benson, arcivescovo anglicano inglese (Highgate, n. 1829 - Hawarden, † 1896)

## Arcivescovi cattolici(6)
- Edward Joseph Gilbert, arcivescovo cattolico statunitense (New York, n. 1936)
- Edward Joseph Hanna, arcivescovo cattolico statunitense (Rochester, n. 1860 - Roma, † 1944)
- Edward Louis Heston, arcivescovo cattolico statunitense (Ravenna, n. 1907 - Roma, † 1973)
- Edward Anthony McCarthy, arcivescovo cattolico statunitense (Cincinnati, n. 1918 - Cincinnati, † 2005)
- Edward Nowak, arcivescovo cattolico polacco (Nowy Żmigród, n. 1940)
- Edward Joseph Weisenburger, arcivescovo cattolico statunitense (Alton, n. 1960)

## Artigiani(2)
- Edward Marmaduke Clarke, artigiano britannico
- Edward Nairne, artigiano inglese (Sandwich, n. 1726 - Londra, † 1806)

## Artisti(3)
- Edward Kienholz, artista statunitense (Fairfield, n. 1927 - Hope, † 1994)
- Edward Reginald Frampton, artista britannico (Londra, n. 1874 - Parigi, † 1923)
- Ed Repka, artista statunitense (n. 1960)

## Artisti marziali misti(1)
- Eddie Alvarez, artista marziale misto statunitense (Filadelfia, n. 1984)

## Astisti(3)
- Ed Archibald, astista canadese (Toronto, n. 1884 - Toronto, † 1965)
- Edward Cook, astista e lunghista statunitense (Chillicothe, n. 1889 - Chillicothe, † 1972)
- Edward Glover, astista statunitense (Emsworth, n. 1885 - Crown Point, † 1940)

## Astronauti(5)
- Michael Fincke, astronauta statunitense (Emsworth, n. 1967)
- Edward Gibson, ex astronauta e ingegnere statunitense (Buffalo, n. 1936)
- Ed Givens, astronauta statunitense (Quanah, n. 1930 - Houston, † 1967)
- Edward Lu, ex astronauta e fisico statunitense (Webster, n. 1963)
- Edward White, astronauta statunitense (San Antonio, n. 1930 - Cape Canaveral, † 1967)

## Astronomi(11)
- Edward Emerson Barnard, astronomo statunitense (Nashville, n. 1857 - Williams Bay, † 1923)
- Edward Beshore, astronomo statunitense (n. 1954)
- Edward L. G. Bowell, astronomo statunitense (Londra, n. 1943 - Flagstaff, † 2023)
- Edward Singleton Holden, astronomo statunitense (St. Louis, n. 1846 - West Point, † 1914)
- Edward Walter Maunder, astronomo britannico (Londra, n. 1851 - Londra, † 1928)
- Edward Arthur Milne, astronomo e matematico britannico (Kingston upon Hull, n. 1896 - Dublino, † 1950)
- Edward Charles Pickering, astronomo e fisico statunitense (Boston, n. 1846 - Cambridge, † 1919)
- Edward Pigott, astronomo britannico (Whitton, n. 1753 - Bath, † 1825)
- Edward James Stone, astronomo britannico (Notting Hill, n. 1831 - Oxford, † 1897)
- Edward D. Swift, astronomo statunitense (Marathon, n. 1870 - Buffalo, † 1935)
- Edward F. Tedesco, astronomo statunitense

## Attivisti(1)
- Edward Verne Roberts, attivista statunitense (San Mateo, n. 1939 - Berkeley, † 1995)

## Attori teatrali(4)
- Edward Alleyn, attore teatrale inglese (Bishopsgate, n. 1566 - Londra, † 1626)
- Edward Gordon Craig, attore teatrale, scenografo e regista teatrale britannico (Stevenage, n. 1872 - Vence, † 1966)
- Edward Kynaston, attore teatrale inglese (n. 1640 - † 1712)
- Edward O'Connor Terry, attore teatrale britannico (Londra, n. 1844 - Barnes, † 1912)

## Aviatori(3)
- Edward Mannock, aviatore britannico (Ballincollig, n. 1887 - Lillers, † 1918)
- Eddie Rickenbacker, aviatore statunitense (Columbus, n. 1890 - Zurigo, † 1973)
- Edward Stinson, aviatore statunitense (Fort Payne, n. 1893 - Chicago, † 1932)

## Avvocati(6)
- Denis Blundell, avvocato, diplomatico e politico neozelandese (Wellington, n. 1907 - Townsville, † 1984)
- Edward George Clarke, avvocato e politico inglese (Chaville, n. 1841 - † 1931)
- Edward J. Larson, avvocato e storico statunitense (n. 1953)
- Edward Leigh, avvocato e politico britannico (Londra, n. 1950)
- Scott Pruitt, avvocato e politico statunitense (Danville, n. 1968)
- Ed Vaizey, avvocato, giornalista e politico britannico (Londra, n. 1968)

## Bassisti(1)
- Ed Gagliardi, bassista statunitense (Brooklyn, n. 1952 - † 2014)

## Batteristi(3)
- Ed Blackwell, batterista statunitense (New Orleans, n. 1929 - † 1992)
- Eddie Hoh, batterista statunitense (Forest Park, n. 1944 - Westmont, † 2015)
- Edward Vesala, batterista finlandese (Mäntyharju, n. 1945 - Yläne, † 1999)

## Biblisti(1)
- Edward Pococke, biblista, orientalista e ebraista inglese (n. 1604 - † 1691)

## Biochimici(1)
- Edward Adelbert Doisy, biochimico statunitense (Hume, n. 1893 - St. Louis, † 1986)

## Biografi(1)
- David Cecil, biografo, anglista e scrittore britannico (Hatfield House, n. 1902 - Cranborne, † 1986)

## Biologi(5)
- Edward Blyth, biologo, zoologo e ornitologo britannico (Londra, n. 1810 - † 1873)
- Edward Alfred Minchin, biologo inglese (Weston-super-Mare, n. 1866 - Selsey, † 1915)
- Edward Nelson, biologo e esploratore britannico (n. 1883 - † 1923)
- Edward Ricketts, biologo, ecologo e filosofo statunitense (Chicago, n. 1897 - Monterey, † 1948)
- Edward Osborne Wilson, biologo statunitense (Birmingham, n. 1929 - Burlington, † 2021)

## Bobbisti(1)
- Edward Rimkus, bobbista statunitense (Schenectady, n. 1913 - Long Beach, † 1999)

## Botanici(3)
- Edward Frederick Anderson, botanico statunitense (Covina, n. 1932 - † 2001)
- Edward Palmer, botanico e archeologo britannico (Brandon, n. 1829 - Washington, † 1911)
- Edward Rudge, botanico e antiquario inglese (Salisbury, n. 1763 - Evesham, † 1846)

## Canoisti(1)
- Ed McKeever, canoista britannico (Bath, n. 1983)

## Canottieri(7)
- Ed Coode, ex canottiere britannico (n. 1975)
- Edward Ferry, canottiere statunitense (Seattle, n. 1941 - Mill Valley, † 2023)
- Edward Marsh, canottiere statunitense (Filadelfia, n. 1874 - Filadelfia, † 1932)
- Edward Moore, canottiere statunitense (n. 1897 - † 1968)
- Edward Stevens, canottiere statunitense (Saint Louis, n. 1932 - Tucson, † 2013)
- Edward Williams, canottiere britannico (Honiton, n. 1888 - Béthune, † 1915)
- Edward Winchester, canottiere canadese (Saint John, n. 1970 - Hanover, † 2020)

## Cantanti(6)
- Eddie Cochran, cantante e compositore statunitense (Albert Lea, n. 1938 - Bath, † 1960)
- Eddie Floyd, cantante, paroliere e compositore statunitense (Montgomery, n. 1937)
- Eddy Huntington, cantante britannico (Peterlee, n. 1965)
- Kaysha, cantante e rapper della Repubblica Democratica del Congo (Kinshasa, n. 1974)
- Eddie Money, cantante, chitarrista e sassofonista statunitense (Brooklyn, n. 1949 - Los Angeles, † 2019)
- Edward Tudor-Pole, cantante e attore britannico (Londra, n. 1955)

## Cantautori(7)
- Etherwood, cantautore, disc jockey e musicista britannico (Lincoln)
- Eddie Holland, cantautore e produttore discografico statunitense (Detroit, n. 1939)
- Eddie Kendricks, cantautore statunitense (Union Springs, n. 1939 - Birmingham, † 1992)
- Eddie Rabbitt, cantautore e musicista statunitense (New York, n. 1941 - Nashville, † 1998)
- Ed Sheeran, cantautore e chitarrista britannico (Halifax, n. 1991)
- Eddie Vedder, cantautore e musicista statunitense (Evanston, n. 1964)
- Edo Zanki, cantautore, compositore e produttore discografico tedesco (Zara, n. 1952 - † 2019)

## Cardinali(6)
- Edward Idris Cassidy, cardinale e arcivescovo cattolico australiano (Sydney, n. 1924 - Newcastle, † 2021)
- Edward Bede Clancy, cardinale e arcivescovo cattolico australiano (Lithgow, n. 1923 - Randwick, † 2014)
- Edward Michael Egan, cardinale e arcivescovo cattolico statunitense (Oak Park, n. 1932 - New York, † 2015)
- Edward Henry Howard, cardinale e arcivescovo cattolico britannico (Nottingham, n. 1829 - Brighton, † 1892)
- Edward MacCabe, cardinale e arcivescovo cattolico irlandese (Dublino, n. 1816 - Kingstown, † 1885)
- Edward Aloysius Mooney, cardinale e arcivescovo cattolico statunitense (Mount Savage, n. 1882 - Roma, † 1958)

## Cavalieri(1)
- Edward Gal, cavaliere olandese (Rheden, n. 1970)

## Chimici(7)
- Edward Goodrich Acheson, chimico statunitense (Washington, n. 1856 - New York, † 1931)
- Edward John Bevan, chimico inglese (Birkenhead, n. 1856 - † 1921)
- Edward Frankland, chimico inglese (Churchtown, n. 1825 - Gålå, † 1899)
- Edward Charles Howard, chimico britannico (Sheffield, n. 1774 - † 1816)
- Edward Calvin Kendall, chimico e biochimico statunitense (South Norwalk, n. 1886 - Princeton, † 1972)
- Edward Washburn, chimico statunitense (Beatrice, n. 1881 - Washington, † 1934)
- Edward Weston, chimico, ingegnere e imprenditore statunitense (Oswestry, n. 1850 - Montclair, † 1936)

## Chirurghi(3)
- Edward Alanson, chirurgo britannico (Newton, n. 1747 - Liverpool, † 1823)
- Edward Atkinson, chirurgo e esploratore britannico (Isole Sopravento meridionali, n. 1881 - Mar Mediterraneo, † 1929)
- Edward Donnall Thomas, chirurgo statunitense (Mart, n. 1920 - Seattle, † 2012)

## Chitarristi(3)
- Eddie Clarke, chitarrista britannico (Twickenham, n. 1950 - Londra, † 2018)
- Eddie van Halen, chitarrista olandese (Amsterdam, n. 1955 - Santa Monica, † 2020)
- Eddie Hazel, chitarrista statunitense (New York, n. 1950 - Plainfield, † 1992)

## Ciclisti su strada(13)
- Edward Barcik, ex ciclista su strada polacco (Prusice, n. 1950)
- Edward Battel, ciclista su strada e pistard britannico
- Eddie Dunbar, ciclista su strada irlandese (Banteer, n. 1996)
- Edward Janssens, ex ciclista su strada francese (Londerzeel, n. 1946)
- Ted King, ex ciclista su strada statunitense (Exeter, n. 1983)
- Edward Klabiński, ciclista su strada polacco (Herne, n. 1920 - Halluin, † 1997)
- Edward Peeters, ciclista su strada belga (Boutersem, n. 1923 - Lovanio, † 2002)
- Edward Planckaert, ciclista su strada belga (Courtrai, n. 1995)
- Edward Ravasi, ciclista su strada italiano (Besnate, n. 1994)
- Edward Sels, ex ciclista su strada belga (Vorselaar, n. 1941)
- Edward Theuns, ciclista su strada e pistard belga (Gand, n. 1991)
- Edward Van Dijck, ciclista su strada belga (Herent, n. 1918 - Lovanio, † 1977)
- Edward Vissers, ciclista su strada belga (Anversa, n. 1912 - Anversa, † 1994)

## Comici(2)
- Eddie Cantor, comico, attore e sceneggiatore statunitense (New York, n. 1892 - Beverly Hills, † 1964)
- Eddie Izzard, comico, attore e sceneggiatore britannico (Aden, n. 1962)

## Compositori(9)
- Benjamin Britten, compositore, direttore d'orchestra e pianista britannico (Lowestoft, n. 1913 - Aldeburgh, † 1976)
- Eddie Cano, compositore e pianista statunitense (Los Angeles, n. 1927 - Los Angeles, † 1988)
- Edward Elgar, compositore e direttore d'orchestra britannico (Broadheath, n. 1857 - Worcester, † 1934)
- Laraaji, compositore e musicista statunitense (Filadelfia, n. 1943)
- Edward Kleban, compositore e paroliere statunitense (Bronx, n. 1939 - Manhattan, † 1987)
- Edward MacDowell, compositore e pianista statunitense (New York, n. 1861 - New York, † 1908)
- Edward Shearmur, compositore britannico (Londra, n. 1966)
- Jimmy Van Heusen, compositore e pianista statunitense (Syracuse, n. 1913 - Rancho Mirage, † 1990)
- Edward Ward, compositore statunitense (Saint Louis, n. 1900 - Hollywood, † 1971)

## Condottieri(1)
- Edward Bruce, condottiero scozzese (Faughart, † 1318)

## Conduttori televisivi(2)
- Edd China, conduttore televisivo britannico (Londra, n. 1971)
- Bear Grylls, conduttore televisivo, alpinista e militare britannico (Londra, n. 1974)

## Costumisti(1)
- Edward Stevenson, costumista statunitense (Pocatello, n. 1906 - Los Angeles, † 1968)

## Crickettisti(1)
- Edward Nathan Berra, crickettista e dirigente sportivo inglese (n. 1871 - Cap-d'Ail, † 1908)

## Criminali(5)
- Monk Eastman, criminale statunitense (New York, n. 1875 - New York, † 1920)
- Ed Gein, criminale statunitense (La Crosse, n. 1906 - Madison, † 1984)
- Ned Kelly, criminale australiano (Victoria, n. 1855 - Melbourne, † 1880)
- Edward Oxford, criminale britannico (Birmingham, n. 1822 - Melbourne, † 1900)
- Edward Paisnel, criminale britannico (Jersey, n. 1925 - Isola di Wight, † 1994)

## Critici letterari(2)
- Groff Conklin, critico letterario e curatore editoriale statunitense (Glen Ridge, n. 1904 - † 1968)
- Edward Dowden, critico letterario e insegnante irlandese (Cork, n. 1843 - Dublino, † 1913)

## Critici musicali(1)
- Edward Neill, critico musicale italiano (Firenze, n. 1929 - Genova, † 2001)

## Danzatori(2)
- Edward Stierle, ballerino e coreografo statunitense (Hollywood, n. 1968 - New York, † 1991)
- Edward Villella, ballerino e coreografo statunitense (Bayside, Queens, New York, n. 1936)

## Designer(2)
- Edward Sorel, designer, illustratore e animatore statunitense (New York, n. 1929)
- Edward Turner, designer britannico (Camberwell, n. 1901 - Dorking, † 1973)

## Diplomatici(7)
- Edward Eliot, III conte di St. Germans, diplomatico e politico inglese (Plymouth, n. 1798 - St. Germans, † 1877)
- Edward M. Gabriel, diplomatico statunitense (Olean, n. 1950)
- Edward Mandell House, diplomatico statunitense (Houston, n. 1858 - New York, † 1938)
- Edward Malet, diplomatico britannico (L'Aia, n. 1837 - Chorleywood, † 1908)
- Edward Schreyer, diplomatico e politico canadese (Beausejour, n. 1935)
- Edward Herbert Thompson, diplomatico e archeologo statunitense (Worcester, n. 1857 - Plainfield, † 1935)
- Allan Wagner, diplomatico e politico peruviano (Lima, n. 1942)

## Direttori d'orchestra(3)
- Edward Downes, direttore d'orchestra inglese (Birmingham, n. 1924 - Zurigo, † 2009)
- Duke Ellington, direttore d'orchestra, compositore e pianista statunitense (Washington, n. 1899 - New York, † 1974)
- Edward Gardner, direttore d'orchestra britannico (Gloucester, n. 1974)

## Direttori della fotografia(3)
- Edward Cronjager, direttore della fotografia statunitense (New York, n. 1904 - Hollywood, † 1960)
- Edward Kłosiński, direttore della fotografia polacco (Varsavia, n. 1943 - Milanówek, † 2008)
- Edward Lachman, direttore della fotografia e regista statunitense (Morristown, n. 1948)

## Dirigenti sportivi(3)
- Ed Barrow, dirigente sportivo statunitense (Springfield, n. 1868 - Port Chester, † 1953)
- Teddy Mayer, dirigente sportivo statunitense (Scranton, n. 1935 - Inghilterra, † 2009)
- Ed Woodward, dirigente sportivo inglese (Chelmsford, n. 1971)

## Disegnatori(1)
- E. W. Kemble, disegnatore statunitense (Sacramento, n. 1861 - † 1933)

## Drammaturghi(8)
- Edward Albee, drammaturgo statunitense (Washington, n. 1928 - Montauk, † 2016)
- Edward Bond, drammaturgo, poeta e sceneggiatore britannico (Londra, n. 1934 - Cambridge, † 2024)
- Ed Bullins, drammaturgo e scrittore statunitense (Filadelfia, n. 1935 - Roxbury, † 2021)
- Edward Childs Carpenter, commediografo e sceneggiatore statunitense (Filadelfia, n. 1872 - Guildford, † 1950)
- Edward Howard, drammaturgo inglese (Londra, n. 1624 - † 1700)
- Edward Knoblock, commediografo e scrittore statunitense (New York, n. 1874 - Londra, † 1945)
- Edward Ravenscroft, drammaturgo inglese (n. 1654 - † 1707)
- Edward Sheldon, commediografo statunitense (Chicago, n. 1886 - New York, † 1946)

## Economisti(7)
- Edward Altman, economista statunitense (n. 1941)
- Edward George, economista inglese (Carshalton, n. 1938 - St Tudy, † 2009)
- Edward S. Herman, economista statunitense (Filadelfia, n. 1925 - Filadelfia, † 2017)
- Edward Lipiński, economista polacco (Nowe Miasto, n. 1888 - Varsavia, † 1986)
- Edward Luttwak, economista, politologo e saggista romeno (Arad, n. 1942)
- Edward Prescott, economista statunitense (Glens Falls, n. 1940 - Paradise Valley, † 2022)
- Edward S. Shaw, economista statunitense (Albuquerque, n. 1908 - Kennewik, † 1994)

## Editori(6)
- Edward Augustus Arnold, editore britannico (Truro, n. 1857 - Budleigh Salterton, † 1942)
- Edward Cave, editore e tipografo inglese (Newton, n. 1691 - Clerkenwell, † 1754)
- Ned Hastings, editore, produttore televisivo e doppiatore statunitense (Atlanta, n. 1966)
- Edward Lloyd, editore, imprenditore e inventore britannico (Thornton Heath, n. 1815 - Londra, † 1890)
- Edward Stanford, editore e cartografo inglese (Londra, n. 1827 - † 1904)
- Ed Victor, editore statunitense (New York, n. 1939 - Londra, † 2017)

## Egittologi(1)
- Edward Russell Ayrton, egittologo e archeologo inglese (Wuhu, n. 1882 - Tissamaharama, † 1914)

## Enigmisti(1)
- Edward Powys Mathers, enigmista e traduttore britannico (Londra, n. 1892 - Hampstead, † 1939)

## Entomologi(1)
- Edward Meyrick, entomologo inglese (Ramsbury, n. 1854 - Thornhanger, Marlborough, † 1938)

## Esoteristi(1)
- Aleister Crowley, esoterista, astrologo e scrittore britannico (Leamington Spa, n. 1875 - Hastings, † 1947)

## Esploratori(5)
- Edward Sheriff Curtis, esploratore, etnologo e fotografo statunitense (Whitewater, n. 1868 - Los Angeles, † 1952)
- Edward John Eyre, esploratore britannico (Whipsnade, n. 1815 - Yorkshire, † 1901)
- Ed Schieffelin, esploratore e minatore statunitense (Wellsboro, n. 1847 - Canyonville, † 1897)
- Ed Stafford, esploratore e personaggio televisivo britannico (Peterborough, n. 1975)
- Edward Adrian Wilson, esploratore, medico e naturalista britannico (Cheltenham, n. 1872 - Antartide, † 1912)

## Filantropi(2)
- Edward Backhouse, filantropo e scrittore inglese (Darlington, n. 1808 - Hastings, † 1879)
- Edward Guinness, I conte di Iveagh, filantropo irlandese (Dublino, n. 1847 - Londra, † 1927)

## Filologi(1)
- Edward Capps, filologo classico statunitense (Jacksonville, n. 1866 - Princeton, † 1950)

## Filosofi(5)
- Edward Caird, filosofo scozzese (Greenock, n. 1835 - Oxford, † 1908)
- Edward Feser, filosofo statunitense (n. 1968)
- Edward Herbert, filosofo e poeta inglese (Eyton-on-Severn, n. 1583 - Londra, † 1648)
- Edward Kessler, filosofo, teologo e educatore britannico (Londra, n. 1963)
- Edward Jonathan Lowe, filosofo britannico (Dover, n. 1950 - † 2014)

## Fisici(10)
- Edward Victor Appleton, fisico britannico (Bradford, n. 1892 - Edimburgo, † 1965)
- Edward Condon, fisico statunitense (Alamogordo, n. 1902 - Boulder, † 1974)
- Edward Davy, fisico, scienziato e inventore inglese (Ottery St Mary, n. 1806 - Malmsbury, † 1885)
- Edward Fredkin, fisico statunitense (Los Angeles, n. 1934 - Brookline, † 2023)
- Edward Frederick Kelaart, fisico e naturalista britannico (Ceylon, n. 1819 - † 1860)
- Edward Morley, fisico statunitense (Newark, n. 1838 - West Hartford, † 1923)
- Edward Ott, fisico statunitense (New York, n. 1941)
- Edward Mills Purcell, fisico statunitense (Taylorville, n. 1912 - Cambridge, † 1997)
- Edward Teller, fisico ungherese (Budapest, n. 1908 - Stanford, † 2003)
- Edward Andrade, fisico inglese (Londra, n. 1887 - † 1971)

## Fisiologi(1)
- Edward Albert Sharpey-Schäfer, fisiologo inglese (Hornsey, n. 1850 - North Berwick, † 1935)

## Fotografi(3)
- Edward Burtynsky, fotografo e artista canadese (St. Catharines, n. 1955)
- Edward Steichen, fotografo e pittore lussemburghese (Bivange, n. 1879 - West Redding, † 1973)
- Edward Weston, fotografo statunitense (Highland Park, n. 1886 - Carmel, † 1958)

## Fotoreporter(1)
- Eddie Adams, fotoreporter statunitense (New Kensington, n. 1933 - New York, † 2004)

## Fumettisti(1)
- Ed McGuinness, fumettista statunitense (Quincy, n. 1974)

## Funzionari(2)
- Edward Newton, funzionario e ornitologo britannico (n. 1832 - † 1897)
- Edward Winter, funzionario e politico britannico (n. 1622 - † 1686)

## Generali(14)
- Edward Blakeney, generale britannico (Newcastle upon Tyne, n. 1778 - Londra, † 1868)
- Edward Braddock, generale britannico (Perthshire, n. 1695 - Farmington, † 1755)
- Edward Canby, generale statunitense (Piatt's Landing, n. 1817 - Lago Tule, † 1873)
- Edward Chaytor, generale neozelandese (Motueka, n. 1868 - Londra, † 1939)
- Edward Cornwallis, generale britannico (Londra, n. 1713 - Gibilterra, † 1776)
- Edward Ferrero, generale e coreografo statunitense (Malaga, n. 1831 - New York, † 1899)
- Edward Hand, generale, medico e politico irlandese (Contea di Offaly, n. 1744 - Lancaster, † 1802)
- Edward Hatch, generale statunitense (Bangor, n. 1832 - Fort Robinson, † 1889)
- Edward Lansdale, generale statunitense (Detroit, n. 1908 - McLean, † 1987)
- Edward Leach, generale irlandese (Contea di Londonderry, n. 1847 - Cadenabbia, † 1913)
- Edward Ord, generale statunitense (Cumberland, n. 1818 - L'Avana, † 1883)
- Edward Aylesworth Perry, generale e politico statunitense (Richmond, n. 1831 - Kerrville, † 1889)
- Edward Quinan, generale britannico (Calcutta, n. 1885 - Barrington, † 1960)
- Edward Spears, generale britannico (Parigi, n. 1886 - Ascot, † 1974)

## Genetisti(2)
- Edward Bok Lewis, genetista statunitense (Wilkes-Barre, n. 1918 - Hollywood, † 2004)
- Edward Lawrie Tatum, genetista statunitense (Boulder, n. 1909 - New York, † 1975)

## Geologi(3)
- Edward C.T. Chao, geologo statunitense (Suzhou, n. 1919 - Contea di Fairfax, † 2008)
- Edward Hitchcock, geologo, paleontologo e botanico statunitense (Deerfield, n. 1793 - Amherst, † 1864)
- Edward Orton, geologo statunitense (Deposit, n. 1829 - Columbus, † 1899)

## Gesuiti(1)
- Edward Petre, gesuita inglese (n. 1631 - † 1699)

## Giavellottisti(1)
- Breaux Greer, ex giavellottista statunitense (Houston, n. 1976)

## Ginnasti(5)
- Edward Hennig, ginnasta e multiplista statunitense (Cleveland, n. 1879 - Cleveland, † 1960)
- Ted Pepper, ginnasta britannico (Birmingham, n. 1879 - Londra, † 1960)
- Edward Potts, ginnasta britannico (Londra, n. 1881 - Londra, † 1944)
- Edward Siegler, ginnasta e multiplista statunitense (Chicago, n. 1881 - Chicago, † 1942)
- Edward Tritschler, ginnasta e multiplista statunitense (St. Louis, n. 1885 - Missouri, † 1963)

## Giocatori di baseball(6)
- Eddie Collins, giocatore di baseball statunitense (Millerton, n. 1887 - Boston, † 1951)
- Ed Delahanty, giocatore di baseball statunitense (Cleveland, n. 1867 - Niagara Falls, † 1903)
- Whitey Ford, giocatore di baseball statunitense (New York, n. 1928 - Lake Success, † 2020)
- Ned Hanlon, giocatore di baseball e allenatore di baseball statunitense (Montville, n. 1857 - Baltimora, † 1937)
- Eddie Plank, giocatore di baseball statunitense (Gettysburg, n. 1875 - Gettysburg, † 1926)
- Ed Walsh, giocatore di baseball e allenatore di baseball statunitense (Plains Township, n. 1881 - Pompano Beach, † 1959)

## Giocatori di football americano(20)
- Ed Bradley, giocatore di football americano statunitense (Bridgeport, n. 1950)
- Ed Budde, giocatore di football americano statunitense (Highland Park, n. 1940 - † 2023)
- Ed Dickson, giocatore di football americano statunitense (Inglewood, n. 1987)
- Eddie George, ex giocatore di football americano statunitense (Filadelfia, n. 1973)
- Ed Healey, giocatore di football americano statunitense (Indian Orchard, n. 1894 - South Bend, † 1978)
- Ed Ingram, giocatore di football americano statunitense (DeSoto, n. 1999)
- Eddie LeBaron, giocatore di football americano statunitense (San Rafael, n. 1930 - Stockton, † 2015)
- Shane Lechler, ex giocatore di football americano statunitense (East Bernard, n. 1976)
- Ed McCaffrey, ex giocatore di football americano statunitense (Waynesboro, n. 1968)
- Eddie McMillan, ex giocatore di football americano statunitense (Tampa, n. 1951)
- Ed Mioduszewski, giocatore di football americano statunitense (Cliffside Park, n. 1931 - Spring Valley, † 2018)
- Eddie Murray, ex giocatore di football americano canadese (Halifax, n. 1956)
- Ed Oliver, giocatore di football americano statunitense (Houston, n. 1997)
- Eddie Pleasant, giocatore di football americano statunitense (Compton, n. 1988)
- Ed Podolak, ex giocatore di football americano statunitense (Atlantic, n. 1947)
- Ed Reed, ex giocatore di football americano statunitense (St. Rose, n. 1978)
- Ed Sprinkle, giocatore di football americano statunitense (Bradshaw, n. 1923 - Palos Heights, † 2014)
- Edward Sternaman, giocatore di football americano statunitense (Chicago, n. 1895 - Chicago, † 1973)
- Ed White, ex giocatore di football americano statunitense (La Mesa, n. 1947)
- Eddie Wilson, giocatore di football americano statunitense (Redding, n. 1940)

## Giocatori di lacrosse(1)
- Edward Jones, giocatore di lacrosse britannico (Greenwich, n. 1881 - Marylebone, † 1951)

## Giocatori di snooker(2)
- Eddie Charlton, giocatore di snooker australiano (Newcastle, n. 1929 - Palmerston North, † 2004)
- Edward Diggle, giocatore di snooker inglese (n. 1864 - † 1934)

## Giornalisti(8)
- Ed Bradley, giornalista statunitense (Filadelfia, n. 1941 - New York, † 2006)
- Edward Hubert Butler Sr., giornalista statunitense (Le Roy, n. 1850 - Buffalo, † 1914)
- Graydon Carter, giornalista e attore canadese (Toronto, n. 1949)
- Edward Hooper, giornalista britannico (n. 1951)
- Ned Irish, giornalista e dirigente sportivo statunitense (Lake George, n. 1905 - New York, † 1982)
- Edward R. Murrow, giornalista statunitense (Greensboro, n. 1908 - Pawling, † 1965)
- Edward John Wall, giornalista, chimico e scrittore britannico (Gravesend, n. 1860 - Wollaston, † 1928)
- Edward Winter, giornalista e scrittore britannico (n. 1955)

## Giuristi(2)
- Edward Livingston, giurista, statistico e politico statunitense (Clermont, n. 1764 - Rhinebeck, † 1836)
- Edward Sugden, I barone St Leonards, giurista e politico britannico (n. 1781 - † 1875)

## Golfisti(3)
- Ned Cummins, golfista statunitense (Chicago, n. 1886 - New Britain, † 1926)
- Edward Gould, golfista statunitense (St. Louis, n. 1874 - Miami Beach, † 1937)
- Edward Lansing, golfista statunitense (Palmyra, n. 1856 - St. Louis, † 1920)

## Hockeisti su ghiaccio(12)
- Ed Belfour, ex hockeista su ghiaccio canadese (Carman, n. 1965)
- Ed Bruneteau, hockeista su ghiaccio e allenatore di hockey su ghiaccio canadese (Saint Boniface, n. 1919 - Omaha, † 2002)
- Ted Irvine, ex hockeista su ghiaccio canadese (Winnipeg, n. 1944)
- Ed Jovanovski, ex hockeista su ghiaccio canadese (Windsor, n. 1976)
- Eddie Joyal, ex hockeista su ghiaccio canadese (Saint Albert, n. 1940)
- Edward Pitblado, hockeista su ghiaccio britannico (Winnipeg, n. 1896 - Winnipeg, † 1977)
- Teddy Purcell, hockeista su ghiaccio canadese (St. John's, n. 1985)
- Ed Ronan, ex hockeista su ghiaccio statunitense (Quincy, n. 1968)
- Ed Sampson, hockeista su ghiaccio statunitense (Fort Frances, n. 1921 - Koochiching County, † 1974)
- Eddie Shore, hockeista su ghiaccio, allenatore di hockey su ghiaccio e dirigente sportivo canadese (Fort Qu'Appelle, n. 1902 - Springfield, † 1985)
- Ted Taylor, ex hockeista su ghiaccio canadese (Oak Lake, n. 1942)
- Ed Van Impe, hockeista su ghiaccio canadese (Saskatoon, n. 1940 - † 2025)

## Imprenditori(8)
- Edward William Barton-Wright, imprenditore e artista marziale britannico (Bangalore, n. 1860 - † 1951)
- Edward Elhanan Berry, imprenditore e diplomatico britannico (Kingston, n. 1861 - Roma, † 1931)
- Edward Cadbury, imprenditore e filantropo britannico (n. 1873 - † 1948)
- Eddie DeBartolo Jr., imprenditore e dirigente sportivo statunitense (Youngstown, n. 1946)
- Edward Stanlaw Jordan, imprenditore statunitense (Merrill, n. 1882 - New York, † 1958)
- Edward Lloyd, imprenditore britannico (Canterbury, n. 1648 - Londra, † 1713)
- Edward Pease, imprenditore inglese (Darlington, n. 1767 - Darlington, † 1858)
- Edward Watkin, imprenditore e politico britannico (Salford, n. 1819 - Manchester, † 1901)

## Incisori(1)
- Edward Davis, incisore e mercante d'arte gallese (n. 1640 - † 1684)

## Informatici(3)
- Edward Feigenbaum, informatico statunitense (Weehawken, n. 1936)
- Edward McCluskey, informatico statunitense (New York, n. 1929 - Palo Alto, † 2016)
- Edward Snowden, informatico e attivista statunitense (Elizabeth City, n. 1983)

## Ingegneri(5)
- Edward Cowper, ingegnere e inventore britannico (n. 1790 - Londra, † 1852)
- Edward H. Heinemann, ingegnere statunitense (Saginaw, n. 1908 - Rancho Santa Fe, † 1991)
- Edward Lawry Norton, ingegnere statunitense (Rockland, n. 1898 - Chatham Borough, † 1983)
- Edward James Reed, ingegnere navale, scrittore e politico inglese (Sheerness, n. 1830 - Londra, † 1906)
- Edward Wyke-Smith, ingegnere e scrittore britannico (n. 1871 - † 1935)

## Insegnanti(1)
- Edward Asahel Birge, docente statunitense (Troy, n. 1851 - Madison, † 1950)

## Inventori(1)
- Edward Craven Walker, inventore britannico (Singapore, n. 1918 - Londra, † 2000)

## Linguisti(2)
- Edward Sapir, linguista, etnologo e antropologo statunitense (Lębork, n. 1884 - New Haven, † 1939)
- Edward Ullendorff, linguista britannico (Berlino, n. 1920 - Oxford, † 2011)

## Lottatori(3)
- Edward Babcock, lottatore statunitense (Cedar Rapids, n. 1872 - Manteno, † 1936)
- Edward Banach, ex lottatore statunitense (Port Jervis, n. 1960)
- Eddie Scarf, lottatore australiano (n. 1908 - † 1980)

## Lunghisti(3)
- Ed Gordon, lunghista statunitense (Jackson, n. 1908 - Detroit, † 1971)
- Edward Gourdin, lunghista statunitense (Jacksonville, n. 1897 - Quincy, † 1966)
- Ed Hamm, lunghista statunitense (Lonoke, n. 1906 - Albany, † 1982)

## Mafiosi(1)
- Edward McLaughlin, mafioso statunitense (Roxbury, † 1965)

## Magistrati(2)
- Edward Re, magistrato statunitense (Santa Marina Salina, n. 1920 - Brooklyn, † 2006)
- Edward Russell, II Barone di Liverpool, giudice, storico e scrittore britannico (Liverpool, n. 1895 - Liverpool, † 1981)

## Maratoneti(1)
- Edward Carr, maratoneta, mezzofondista e siepista statunitense (Brooklyn, n. 1878 - Bayville, † 1947)

## Marciatori(1)
- Edward Spencer, marciatore britannico (Salford, n. 1881 - Isleworth, † 1965)

## Matematici(11)
- Edward Hulley, matematico britannico
- Edward Jones, matematico statunitense (Worcester, n. 1856 - New York, † 1920)
- Edward Kasner, matematico statunitense (New York, n. 1878 - New York, † 1955)
- Edward Kofler, matematico polacco (Brzezany, n. 1911 - Zurigo, † 2007)
- Edward Norton Lorenz, matematico e meteorologo statunitense (West Hartford, n. 1917 - Cambridge, † 2008)
- Edward Routh, matematico inglese (Québec, n. 1831 - Cambridge, † 1907)
- Edward O. Thorp, matematico statunitense (Chicago, n. 1932)
- Edward Charles Titchmarsh, matematico britannico (Newbury, n. 1899 - Oxford, † 1963)
- Edward Waring, matematico inglese (Old Heath, n. 1736 - Pontesbury, † 1798)
- Edward Witten, matematico e fisico statunitense (Baltimora, n. 1951)
- Edward M. Wright, matematico inglese (Farnley, n. 1906 - Reading, † 2005)

## Mecenati(1)
- Edward James, mecenate e poeta britannico (West Dean, n. 1907 - Sanremo, † 1984)

## Medici(6)
- Edward Bach, medico e scrittore britannico (Moseley, n. 1886 - Didcot, † 1936)
- Edward Hitchcock, medico e educatore statunitense (n. 1828 - † 1911)
- Edward Augustus Holyoke, medico e scienziato statunitense (Marblehead, n. 1728 - Salem, † 1829)
- Edward Hooker Dewey, medico statunitense (Wayland, n. 1837 - Meadville, † 1904)
- Edward Jenner, medico e naturalista britannico (Berkeley, n. 1749 - Berkeley, † 1823)
- Edward Wotton, medico inglese (Oxford, n. 1492 - Londra, † 1555)

## Mercanti(2)
- Edward Colston, mercante, filantropo e politico britannico (Bristol, n. 1636 - Mortlake, † 1721)
- Edward Solly, mercante, collezionista d'arte e patriota britannico (n. 1776 - † 1844)

## Mezzofondisti(6)
- Edward Bushnell, mezzofondista statunitense (Republican City, n. 1876 - Moorestown, † 1951)
- Edward Dahl, mezzofondista svedese (Bromma, n. 1886 - Enskede, † 1961)
- Edward Kirby, mezzofondista statunitense (Washington, n. 1901 - New York, † 1968)
- Edward Mechling, mezzofondista statunitense (Hosensack, n. 1878 - Moorestown, † 1938)
- Edward Owen, mezzofondista britannico (Manchester, n. 1886 - Woolwich, † 1949)
- Edward Zakayo, mezzofondista keniota (Narok, n. 2001)

## Militari(20)
- Edward Porter Alexander, militare statunitense (Washington, n. 1835 - Savannah, † 1910)
- Edward Bamford, militare e marinaio britannico (Highgate, n. 1887 - HMS Cumberland, † 1928)
- Edward Gabriel André Barrett, militare statunitense (New Orleans, n. 1827 - New York, † 1880)
- Edward Boxer, militare e inventore inglese (n. 1822 - † 1898)
- Edward Bransfield, militare e esploratore britannico (Ballinacurra, n. 1785 - Brighton, † 1852)
- Edward Bruce, X conte di Elgin, ufficiale scozzese (n. 1881 - † 1968)
- Edward Pakenham, II barone di Longford, ufficiale irlandese (n. 1743 - † 1792)
- Edward Fegen, militare inglese (Southsea, n. 1891 - Oceano Atlantico, † 1940)
- Edward James Gibson Holland, militare canadese (Ottawa, n. 1878 - Cobalt, † 1948)
- Edward Coverley Kennedy, militare inglese (Hampshire, n. 1879 - Oceano Atlantico, † 1939)
- Eddie Leonski, militare e serial killer statunitense (Kenvil, n. 1917 - Coburg, † 1942)
- Edward Ligonier, I conte Ligonier, militare e nobile britannico (n. 1740 - † 1782)
- Edward Eugene Lyon, militare statunitense (Hixton, n. 1871 - California, † 1931)
- Edward Aloysius Murphy, militare e ingegnere statunitense (Zona del Canale di Panama, n. 1918 - New York, † 1990)
- Edward Poynings, militare britannico (n. 1459 - † 1521)
- Edward J. Ruppelt, militare statunitense (Iowa, n. 1923 - Long Beach, † 1960)
- Eddie Slovik, militare statunitense (Detroit, n. 1920 - Sainte-Marie-aux-Mines, † 1945)
- Edward Joseph Todhunter, militare britannico (Essex, Kingsmore House, n. 1900 - † 1976)
- Odoardo Warren, militare, ingegnere e cartografo irlandese (Firenze, † 1760)
- Edward Maria Wingfield, militare, navigatore e politico inglese (Stonely, n. 1550 - † 1631)

## Mineralogisti(1)
- Edward Daniel Clarke, mineralogista e naturalista inglese (Willingdon, n. 1769 - Londra, † 1822)

## Missionari(2)
- Edward John Galvin, missionario e vescovo cattolico irlandese (Newcestown, n. 1882 - Navan, † 1956)
- Edward Stallybrass, missionario britannico (Royston, n. 1794 - Kent, † 1884)

## Musicisti(2)
- Ed King, musicista statunitense (Glendale, n. 1949 - Nashville, † 2018)
- Ed O'Brien, musicista britannico (Oxford, n. 1968)

## Musicologi(2)
- Edward Joseph Dent, musicologo inglese (Ribston, n. 1876 - Londra, † 1957)
- Edward Downes, musicologo statunitense (Boston, n. 1911 - † 2001)

## Naturalisti(5)
- Edward Adams, naturalista e chirurgo inglese (Great Barton, n. 1824 - Sierra Leone, † 1856)
- Edward Forbes, naturalista mannese (Douglas, n. 1815 - Wardie, † 1854)
- Edward Pritchard Gee, naturalista britannico (n. 1904 - † 1968)
- Edward Griffith, naturalista e zoologo inglese (n. 1790 - † 1858)
- Edward Lhuyd, naturalista, botanico e linguista gallese (Loppington, n. 1660 - Oxford, † 1709)

## Nobili(47)
- Evelyn Boscawen, VII visconte Falmouth, nobile e generale inglese (n. 1847 - † 1918)
- Edward Cavendish, X duca di Devonshire, nobile britannico (Chatsworth, n. 1895 - Eastbourne, † 1950)
- Edward Conway, II visconte di Conway, nobile, politico e militare inglese (n. 1594 - Lione, † 1655)
- Edward Courtenay, I conte di Devon, nobile inglese (n. 1527 - Padova, † 1556)
- Edward Dalyngrigge, nobile e politico inglese (n. 1346 - † 1393)
- Edward Fitzalan-Howard, I barone Howard di Glossop, nobile e politico britannico (n. 1818 - † 1883)
- Edward Fitzalan-Howard, XVIII duca di Norfolk, nobile e politico britannico (Londra, n. 1956)
- Edward Howard, IX duca di Norfolk, nobile inglese (n. 1686 - † 1777)
- Edward Howard, II conte di Carlisle, nobile e politico inglese (n. 1646 - † 1692)
- Edward Howard, I barone Howard di Escrick, nobile e politico inglese († 1675)
- Edward Howard, VIII conte di Suffolk, nobile e politico inglese (n. 1672 - † 1731)
- Edward Hyde, III conte di Clarendon, nobile e politico britannico (Inghilterra, n. 1661 - Chelsea, † 1723)
- Edward Lee, I conte di Lichfield, nobile e politico britannico (n. 1663 - † 1716)
- Edward Montagu, I conte di Sandwich, nobile, ammiraglio e militare inglese (Barnwell, n. 1625 - Solebay, † 1672)
- Edward Montagu, II conte di Sandwich, nobile e politico inglese (Hinchinbrooke, n. 1647 - † 1688)
- Edward Montagu, III conte di Sandwich, nobile inglese (Londra, n. 1670 - † 1729)
- Edward Noel, I conte di Gainsborough, nobile e politico inglese (n. 1641 - † 1689)
- Edward Onslow, nobile e politico inglese (Londra, n. 1758 - Clermont-Ferrand, † 1829)
- Edward Aleksander Raczyński, nobile e collezionista d'arte polacco (Dresda, n. 1847 - Cracovia, † 1926)
- Edward Russell, III conte di Bedford, nobile inglese (n. 1572 - Moor Park, † 1627)
- Edward Russell, XXVI barone de Clifford, nobile britannico (Londra, n. 1907 - Silvington, † 1982)
- Edward Seymour, I duca di Somerset, nobile britannico (Tower Hill, † 1552)
- Edward Adolphus Seymour, XII duca di Somerset, nobile e politico britannico (Londra, n. 1804 - Torquay, † 1885)
- Edward Seymour, I conte di Hertford, nobile inglese (n. 1539 - Southampton, † 1621)
- Edward Seymour, visconte Beauchamp, nobile inglese (Torre di Londra, n. 1561 - † 1612)
- Edward Seymour di Berry Pomeroy, nobile inglese (Wulfhall, n. 1528 - † 1593)
- Edward Seymour, VIII duca di Somerset, nobile britannico (n. 1695 - Maiden Bradley, † 1757)
- Edward Seymour, IX duca di Somerset, nobile britannico (n. 1717 - Maiden Bradley, † 1792)
- Edward Seymour, XI duca di Somerset, nobile britannico (Monkton Farleigh, n. 1775 - Londra, † 1855)
- Ferdinand Seymour, conte di St. Maur, nobile e militare britannico (Londra, n. 1835 - Londra, † 1869)
- Edward Seymour, XVI duca di Somerset, nobile britannico (Londra, n. 1860 - Londra, † 1931)
- Edward Smith-Stanley, XII conte di Derby, nobile e politico inglese (n. 1752 - † 1834)
- Edward Somerset, II marchese di Worcester, nobile e inventore inglese (n. 1601 - Lambeth, † 1667)
- Edward Somerset, IV conte di Worcester, nobile inglese (n. 1568 - † 1628)
- John Spencer, VIII conte Spencer, nobile britannico (Londra, n. 1924 - Londra, † 1992)
- Edward Stafford, III duca di Buckingham, nobile britannico (Brecon, n. 1478 - Tower Hill, † 1521)
- Edward Stafford, II conte di Wiltshire, nobile inglese (n. 1470 - Drayton, † 1499)
- Edward Stafford, III barone Stafford, nobile inglese (Stafford, n. 1535 - Stafford, † 1603)
- Edward Stafford, IV barone Stafford, nobile inglese (n. 1572 - † 1625)
- Edward Stanley, III conte di Derby, nobile inglese (n. 1509 - Lathom, † 1572)
- Edward Stanley, XI conte di Derby, nobile e politico inglese (Burton upon Trent, n. 1689 - Stoke-on-Trent, † 1776)
- Edward Stanley, II barone di Alderley, nobile e politico inglese (n. 1802 - † 1869)
- Edward Stanley, IV barone di Alderley, nobile e politico inglese (n. 1839 - † 1925)
- Edward Villiers, nobile e ufficiale inglese (Brooksby, n. 1620 - Richmond, † 1689)
- Edward Villiers, I conte di Jersey, nobile e politico inglese (n. 1656 - † 1711)
- Edward Villiers, V conte di Clarendon, nobile e politico inglese (Dublino, n. 1846 - Watford, † 1914)
- Edward de Vere, nobile e poeta inglese (Castello di Hedingham, n. 1550 - Hackney, † 1604)

## Numismatici(2)
- Edward Hawkins, numismatico, antiquario e banchiere britannico (Macclesfield, n. 1780 - Londra, † 1867)
- Edward Theodore Newell, numismatico statunitense (Kenosha, n. 1886 - † 1941)

## Nuotatori(3)
- Edward Mildred, nuotatore britannico (Northampton, n. 2003)
- Percy Peter, nuotatore e pallanuotista britannico (Kensington, n. 1902 - Bournemouth, † 1986)
- Ted Temme, nuotatore e pallanuotista britannico (Plaistow, n. 1904 - Padova, † 1978)

## Odontoiatri(1)
- Edward Angle, dentista statunitense (Herrick, n. 1855 - Pasadena, † 1930)

## Organisti(2)
- E. Power Biggs, organista e clavicembalista britannico (Southend-on-Sea, n. 1906 - Cambridge, † 1977)
- Edward Fisher, organista e direttore d'orchestra canadese (Giamaica, n. 1848 - Toronto, † 1913)

## Orientalisti(2)
- Edward Hincks, orientalista, egittologo e assiriologo irlandese (Cork, n. 1792 - Killyleagh, † 1866)
- Edward William Lane, orientalista, arabista e traduttore britannico (Hereford, n. 1801 - Worthing, † 1876)

## Ornitologi(5)
- Edward Charles Stuart Baker, ornitologo britannico (n. 1864 - † 1944)
- Edward Bartlett, ornitologo britannico (n. 1836 - † 1908)
- Edward Howe Forbush, ornitologo statunitense (Quincy, n. 1858 - Westborough, † 1929)
- Edward William Nelson, ornitologo statunitense (Manchester, n. 1855 - Washington, † 1934)
- Edward Pierson Ramsay, ornitologo e naturalista australiano (Dobroyd Head, n. 1842 - Sydney, † 1916)

## Paleontologi(1)
- Edward Drinker Cope, paleontologo, erpetologo e ittiologo statunitense (Filadelfia, n. 1840 - Filadelfia, † 1897)

## Pallanuotisti(4)
- Edward Jaworski, pallanuotista statunitense (New York, n. 1926 - New York, † 2008)
- Craig Klass, ex pallanuotista statunitense (Wiesbaden, n. 1965)
- John Meyers, pallanuotista e nuotatore statunitense (Cincinnati, n. 1880 - Volusia, † 1975)
- Ted Pierce, ex pallanuotista australiano (Sydney, n. 1933)

## Parolieri(2)
- Edward Heyman, paroliere, scrittore e musicista statunitense (New York, n. 1907 - Jalisco, † 1981)
- Eddie Snyder, paroliere e compositore statunitense (New York, n. 1919 - New York, † 2011)

## Pastori protestanti(1)
- Edward Clarke, pastore protestante britannico (Lyndhurst, n. 1820 - La Spezia, † 1912)

## Pattinatori artistici su ghiaccio(1)
- Edi Rada, pattinatore artistico su ghiaccio austriaco (Vienna, n. 1922 - North Vancouver, † 1997)

## Pattinatori di velocità su ghiaccio(1)
- Eddie Murphy, pattinatore di velocità su ghiaccio statunitense (La Crosse, n. 1905 - Bellwood, † 1973)

## Pediatri(1)
- Edward Alfred Cockayne, pediatra britannico (Sheffield, n. 1880 - † 1956)

## Personaggi televisivi(1)
- Edward Muscare, personaggio televisivo e youtuber statunitense (New York, n. 1932 - Lake Butler, † 2012)

## Pesisti(1)
- Edward Sarul, ex pesista polacco (Nowy Kościół, n. 1958)

## Pianisti(1)
- Edward Dannreuther, pianista e musicologo tedesco (Strasburgo, n. 1844 - Hastings, † 1905)

## Piloti automobilistici(9)
- Eddie Cheever, ex pilota automobilistico statunitense (Phoenix, n. 1958)
- Ed Elisian, pilota automobilistico statunitense (Oakland, n. 1926 - Milwaukee, † 1959)
- Eddie Johnson, pilota automobilistico statunitense (Richmond, n. 1919 - Cleveland, † 1974)
- Ed Jones, pilota automobilistico emiratino (Dubai, n. 1995)
- Eddie Keizan, pilota automobilistico sudafricano (Johannesburg, n. 1944 - Johannesburg, † 2016)
- Fireball Roberts, pilota automobilistico statunitense (Tavares, n. 1929 - Charlotte, † 1964)
- Eddie Russo, pilota automobilistico statunitense (Chicago, n. 1925 - King, † 2012)
- Eddie Sachs, pilota automobilistico statunitense (Allentown, n. 1927 - Indianapolis, † 1964)
- Ted Whiteaway, pilota automobilistico britannico (Feltham, n. 1928 - Perth, † 1995)

## Pirati(4)
- Edward Davis, pirata inglese (Inghilterra - Inghilterra, † 1688)
- Edward England, pirata britannico (Irlanda, n. 1678 - † 1721)
- Edward Low, pirata inglese (Westminster, n. 1690 - Martinica, † 1724)
- Edward Mansvelt, pirata olandese

## Pistard(2)
- Ed Clancy, ex pistard e ciclista su strada britannico (Barnsley, n. 1985)
- Edward Dawkins, ex pistard neozelandese (Invercargill, n. 1989)

## Pittori(19)
- Edward Armitage, pittore inglese (Londra, n. 1817 - † 1896)
- Edward Burne-Jones, pittore britannico (Birmingham, n. 1833 - Londra, † 1898)
- Edward Burra, pittore britannico (Londra, n. 1905 - Hastings, † 1976)
- Edward Calvert, pittore, disegnatore e incisore inglese (Appledore, n. 1799 - Londra, † 1883)
- Edward William Cooke, pittore e geologo britannico (Pentonville, n. 1811 - Groombridge, † 1880)
- Edward Henry Corbould, pittore britannico (Londra, n. 1815 - Londra, † 1905)
- Edward Dodwell, pittore e viaggiatore irlandese (Dublino, n. 1767 - Roma, † 1832)
- Edward Angelo Goodall, pittore, illustratore e incisore inglese (Londra, n. 1819 - Londra, † 1908)
- Edward Hopper, pittore e illustratore statunitense (Nyack, n. 1882 - New York, † 1967)
- Edward Robert Hughes, pittore inglese (Londra, n. 1851 - Saint Albans, † 1914)
- Eduard Niczky, pittore tedesco (Kassel, n. 1850 - Monaco di Baviera, † 1919)
- Edward Penfield, pittore, illustratore e pubblicitario statunitense (New York, n. 1866 - New York, † 1925)
- Edward Henry Potthast, pittore statunitense (Cincinnati, n. 1857 - New York, † 1927)
- Edward Poynter, pittore inglese (Parigi, n. 1836 - Londra, † 1919)
- Edward Ruscha, pittore e fotografo statunitense (Omaha, n. 1937)
- Edward Said Tingatinga, pittore tanzaniano (Tunduru, n. 1932 - † 1972)
- Edward Simmons, pittore statunitense (Concord, n. 1852 - Baltimora, † 1931)
- Edward Wadsworth, pittore inglese (Cleckheaton, n. 1889 - Bayswater, † 1949)
- Edward Matthew Ward, pittore inglese (Londra, n. 1816 - Slough, † 1879)

## Poeti(10)
- Kamau Brathwaite, poeta barbadiano (Bridgetown, n. 1930 - † 2020)
- Edward Estlin Cummings, poeta, pittore e illustratore statunitense (Cambridge, n. 1894 - North Conway, † 1962)
- Edward Eliscu, poeta, produttore cinematografico e attore statunitense (New York, n. 1902 - Newtown, † 1998)
- Ted Hughes, poeta e scrittore inglese (Mytholmroyd, n. 1930 - Londra, † 1998)
- Edward King, poeta inglese (Irlanda, n. 1610 - Mare d'Irlanda, † 1637)
- Edward Coote Pinkney, poeta, giornalista e marinaio statunitense (Londra, n. 1802 - Baltimora, † 1828)
- Ed Sanders, poeta, cantante e scrittore statunitense (Kansas City, n. 1939)
- Edward Stachura, poeta, scrittore e cantautore polacco (Charvieu-Chavagneux, n. 1937 - Varsavia, † 1979)
- Edward Taylor, poeta, teologo e medico statunitense (Coventry, n. 1645 - Massachusetts, † 1729)
- Edward Young, poeta britannico (Upham, n. 1683 - Welwyn Garden City, † 1765)

## Poliziotti(1)
- Edward Henry, poliziotto britannico (Londra, n. 1850 - Ascot, † 1931)

## Presbiteri(7)
- Edward Bouverie Pusey, presbitero e docente britannico (Pusey, n. 1800 - Oxford, † 1882)
- Edward J. Flanagan, presbitero e educatore irlandese (Roscommon, n. 1886 - Berlino, † 1948)
- Edward Hawkins, presbitero britannico (Bath, n. 1789 - Rochester, † 1882)
- Edward Tucker Leeke, presbitero britannico (n. 1842 - † 1925)
- Edward H. Plumptre, presbitero e teologo britannico (Londra, n. 1821 - Wells, † 1891)
- Edward Poppe, presbitero belga (Temse, n. 1890 - Moerzeke, † 1924)
- Edward Sorin, presbitero francese (Ahuillé, n. 1814 - South Band, † 1893)

## Principi(1)
- Edward, duca di Kent, principe britannico (Londra, n. 1935)

## Produttori cinematografici(4)
- Ian MacNaughton, produttore cinematografico, regista e attore inglese (Glasgow, n. 1925 - Monaco di Baviera, † 2002)
- Edward R. Pressman, produttore cinematografico statunitense (New York, n. 1943 - Los Angeles, † 2023)
- Edward Selzer, produttore cinematografico statunitense (Harlem, n. 1893 - Los Angeles, † 1970)
- Edward Small, produttore cinematografico statunitense (New York, n. 1891 - Los Angeles, † 1977)

## Produttori discografici(1)
- Teddy Riley, produttore discografico, cantautore e musicista statunitense (New York, n. 1967)

## Progettisti(1)
- Ed Krynski, progettista statunitense (n. 1927 - Downers Grove, † 2004)

## Psicologi(3)
- Edward Lee Thorndike, psicologo statunitense (Williamsburg, n. 1874 - Montrose, † 1949)
- Edward Titchener, psicologo e filosofo britannico (Chichester, n. 1867 - Ithaca, † 1927)
- Edward Tolman, psicologo statunitense (Newton, n. 1886 - Berkeley, † 1959)

## Pubblicitari(1)
- Edward Bernays, pubblicitario statunitense (Vienna, n. 1891 - Cambridge, † 1995)

## Pugili(9)
- Eddie Blay, pugile ghanese (Accra, n. 1937 - Accra, † 2006)
- Eddie Chambers, pugile statunitense (Pittsburgh, n. 1982)
- Eddie Crook Jr., pugile statunitense (Detroit, n. 1929 - Montgomery, † 2005)
- Eddie Eagan, pugile e bobbista statunitense (Denver, n. 1897 - Rye, † 1967)
- Edward Flynn, pugile statunitense (New Orleans, n. 1909 - Tampa, † 1976)
- Harry Greb, pugile statunitense (Pittsburgh, n. 1894 - Atlantic City, † 1926)
- Eddie Machen, pugile statunitense (Redding, n. 1932 - San Francisco, † 1972)
- Ted Morgan, pugile neozelandese (Londra, n. 1906 - Wellington, † 1952)
- Mickey Walker, pugile statunitense (Elizabeth - † 1981)

## Rapper(4)
- Special Ed, rapper statunitense (Brooklyn, n. 1972)
- El Cata, rapper e musicista dominicano (Barahona, n. 1972)
- Edward Skeletrix, rapper statunitense (n. 1998)
- Sexmane, rapper e cantante finlandese (Siilinjärvi, n. 2000)

## Registi(22)
- Edward Bennett, regista e sceneggiatore britannico (Cambridge, n. 1950)
- Edward Berger, regista, sceneggiatore e produttore cinematografico austriaco (Wolfsburg, n. 1970)
- Edward Bernds, regista e sceneggiatore statunitense (Chicago, n. 1905 - Los Angeles, † 2000)
- Edward Buzzell, regista statunitense (New York, n. 1895 - Los Angeles, † 1985)
- Edward L. Cahn, regista statunitense (New York, n. 1899 - Los Angeles, † 1963)
- Edward F. Cline, regista, sceneggiatore e attore statunitense (Kenosha, n. 1891 - Los Angeles, † 1961)
- Ted Demme, regista, produttore cinematografico e produttore televisivo statunitense (New York, n. 1963 - Santa Monica, † 2002)
- Edward Dmytryk, regista, montatore e produttore cinematografico statunitense (Grand Forks, n. 1908 - Encino, † 1999)
- Edward H. Griffith, regista, sceneggiatore e produttore cinematografico statunitense (Bloomington, n. 1894 - South Laguna, † 1975)
- Edward José, regista, attore e sceneggiatore belga (Rotterdam, n. 1865 - Nizza, † 1930)
- Edward Laemmle, regista e produttore cinematografico statunitense (Chicago, n. 1887 - Los Angeles, † 1937)
- Edward LeSaint, regista, attore e sceneggiatore statunitense (Cincinnati, n. 1870 - Los Angeles, † 1940)
- Edward Ludwig, regista russo (Balta, n. 1898 - Santa Monica, † 1982)
- George More O'Ferrall, regista, produttore televisivo e produttore cinematografico britannico (Bristol, n. 1907 - † 1982)
- Edward Morrissey, regista statunitense
- Edwin S. Porter, regista, direttore della fotografia e sceneggiatore statunitense (Connellsville, n. 1870 - New York, † 1941)
- Edward Radtke, regista, sceneggiatore e produttore cinematografico statunitense (Washington, n. 1962)
- Edward Sedgwick, regista, sceneggiatore e attore statunitense (Galveston, n. 1892 - North Hollywood, † 1953)
- Edward Sloman, regista, sceneggiatore e attore britannico (Londra, n. 1886 - Woodland Hills, † 1972)
- Edward Warren, regista, attore e produttore cinematografico statunitense (Boston, n. 1856 - Los Angeles, † 1930)
- Edward Yang, regista e sceneggiatore taiwanese (Shanghai, n. 1947 - Los Angeles, † 2007)
- Edward Zwick, regista, sceneggiatore e produttore cinematografico statunitense (Chicago, n. 1952)

## Registi teatrali(1)
- Edward Hall, regista teatrale e direttore artistico britannico (Londra, n. 1966)

## Religiosi(3)
- Edward Corbet, religioso inglese (Pontesbury, n. 1602 - Londra, † 1658)
- Edward Narbutt-Narbuttowicz, religioso polacco (n. 1911 - † 1965)
- Edward Allen Sydenham, religioso e numismatico britannico (Reading, n. 1873 - Cowes, † 1948)

## Rugbisti a 15(3)
- Eddie Butler, rugbista a 15, giornalista e telecronista sportivo britannico (Newport, n. 1957 - Cusco, † 2022)
- Ned Haig, rugbista a 15 scozzese (Jedburgh, n. 1858 - Melrose, † 1939)
- Eddie Halvey, ex rugbista a 15 irlandese (Limerick, n. 1970)

## Saggisti(1)
- Edward De Bono, saggista e psicologo maltese (Malta, n. 1933 - Malta, † 2021)

## Sassofonisti(1)
- Sonny Stitt, sassofonista statunitense (Boston, n. 1924 - † 1982)

## Scacchisti(1)
- Edward Lasker, scacchista, ingegnere e goista statunitense (Kempen, n. 1885 - New York, † 1981)

## Sceneggiatori(7)
- Edward Anhalt, sceneggiatore statunitense (New York, n. 1914 - Pacific Palisades, † 2000)
- Edward Allen Bernero, sceneggiatore, produttore televisivo e regista statunitense (Chicago, n. 1962)
- Ed Decter, sceneggiatore e regista statunitense (West Orange, n. 1959)
- Ed Ferrara, sceneggiatore e ex wrestler statunitense (n. 1966)
- Edward Kitsis, sceneggiatore e produttore televisivo statunitense (Minneapolis, n. 1971)
- Edward Neumeier, sceneggiatore statunitense (n. 1957)
- Edward E. Paramore Jr., sceneggiatore statunitense (n. 1895 - † 1956)

## Scenografi(3)
- Edward G. Boyle, scenografo canadese (Cobden, n. 1899 - Hollywood, † 1977)
- Edward Carfagno, scenografo statunitense (n. 1907 - Los Angeles, † 1996)
- Edward Carrere, scenografo statunitense (Città del Messico, n. 1906 - Mission Viejo, † 1984)

## Schermidori(5)
- Edward Ballinger, ex schermidore statunitense (New York, n. 1951)
- Scott Bozek, schermidore statunitense (Salem, n. 1950 - Herndon, † 2022)
- Edward Donofrio, ex schermidore statunitense (Brooklyn, n. 1951)
- Edward Jefferies, schermidore britannico (Inverness, n. 1989)
- Edward Vebell, schermidore statunitense (Chicago, n. 1921 - † 2018)

## Sciatori alpini(2)
- Ed Drake, ex sciatore alpino e sciatore freestyle britannico (Londra, n. 1986)
- Ed Podivinsky, ex sciatore alpino canadese (Toronto, n. 1970)

## Scienziati(1)
- Edward Sabine, scienziato irlandese (Dublino, n. 1788 - East Sheen, † 1883)

## Scrittori(39)
- Edward S. Aarons, scrittore statunitense (Filadelfia, n. 1916 - New Milford, † 1975)
- Edward Abbey, scrittore statunitense (Indiana, n. 1927 - Tucson, † 1989)
- Edward Anderson, scrittore statunitense (Weatherford, n. 1905 - Brownsville, † 1969)
- Edward Balcerzan, scrittore, poeta e traduttore polacco (Vovčans'k, n. 1937)
- Edward Bellamy, scrittore statunitense (Chicopee, n. 1850 - Chicopee, † 1898)
- Edward Frederic Benson, scrittore inglese (Crowthorne, n. 1867 - Londra, † 1940)
- Edward Boyd, scrittore e sceneggiatore scozzese (Stevenston, n. 1916 - † 1989)
- Edward Bulwer-Lytton, scrittore, drammaturgo e politico britannico (Londra, n. 1803 - Torquay, † 1873)
- Edward Bunker, scrittore, sceneggiatore e attore statunitense (Los Angeles, n. 1933 - Burbank, † 2005)
- Edward Carey, scrittore, drammaturgo e illustratore britannico (North Walsham, n. 1970)
- Edward Carpenter, scrittore e poeta inglese (Brighton, n. 1844 - † 1929)
- Jim Corbett, scrittore inglese (Nainital, n. 1875 - Nyeri, † 1955)
- Edward Donovan, scrittore e zoologo irlandese (n. 1768 - † 1837)
- Lord Dunsany, scrittore e drammaturgo irlandese (Londra, n. 1878 - Dublino, † 1957)
- Edward Duyker, scrittore e storico australiano (Melbourne, n. 1955)
- Edward FitzGerald, scrittore inglese (Bredfield, n. 1809 - Merton, † 1883)
- E. M. Forster, scrittore britannico (Londra, n. 1879 - Coventry, † 1970)
- Edward Garnett, scrittore e critico letterario inglese (Londra, n. 1868 - Londra, † 1937)
- Edward Gorey, scrittore e illustratore statunitense (Chicago, n. 1925 - Hyannis, † 2000)
- Edward Grierson, scrittore britannico (Bedford, n. 1914 - Northumberland, † 1975)
- Edward Everett Hale, scrittore, storico e religioso statunitense (Boston, n. 1822 - Roxbury, † 1909)
- Edward D. Hoch, scrittore statunitense (Rochester, n. 1930 - Rochester, † 2008)
- Edward Hutton, scrittore britannico (Hampstead, n. 1875 - † 1969)
- Edward Jarvis, scrittore britannico (Kingston upon Hull, n. 1975)
- Edward P. Jones, scrittore statunitense (Washington, n. 1950)
- Edward Kopówka, scrittore e storico polacco (n. 1963)
- Edward Lear, scrittore e illustratore inglese (Londra, n. 1812 - Sanremo, † 1888)
- Compton Mackenzie, scrittore scozzese (West Hartlepool, n. 1883 - Edimburgo, † 1972)
- Edward Moore, scrittore e drammaturgo inglese (Abingdon-on-Thames, n. 1712 - Lambeth, † 1757)
- E. Phillips Oppenheim, scrittore inglese (Londra, n. 1866 - Saint Peter Port, † 1946)
- Reynolds Price, scrittore e poeta statunitense (Macon, n. 1933 - Durham, † 2011)
- Edward Irenaeus Prime-Stevenson, scrittore e giornalista statunitense (Madison, n. 1858 - Losanna, † 1942)
- Edward Rutherfurd, scrittore britannico (n. 1948)
- Edward Said, scrittore, letterato e docente statunitense (Gerusalemme, n. 1935 - New York, † 2003)
- Edward St Aubyn, scrittore e giornalista britannico (Cornovaglia, n. 1960)
- Edward Larocque Tinker, scrittore statunitense (New York, n. 1881 - New York, † 1968)
- Ed Warren, scrittore statunitense (Bridgeport, n. 1926 - Monroe, † 2006)
- Edward Ingram Watkin, scrittore e filosofo inglese (Sale, n. 1888 - Paignton, † 1981)
- Edward Wright, scrittore e giornalista statunitense (Hot Springs, n. 1939 - Los Angeles, † 2015)

## Scrittori di fantascienza(2)
- Edward Page Mitchell, scrittore di fantascienza statunitense (Bath, n. 1852 - New London, † 1927)
- E. E. Smith, autore di fantascienza statunitense (Sheboygan, n. 1890 - Seaside, † 1965)

## Scultori(3)
- Edward Leedskalnin, scultore statunitense (Riga, n. 1887 - Miami, † 1951)
- Edward Onslow Ford, scultore britannico (Islington, n. 1852 - Westminster, † 1901)
- Edward Clark Potter, scultore statunitense (New London, n. 1857 - † 1923)

## Slittinisti(1)
- Edward Fender, slittinista polacco (Bielsko-Biała, n. 1942 - † 2021)

## Sociologi(3)
- Edward Józef Abramowski, sociologo e psicologo polacco (Kiev, n. 1868 - Varsavia, † 1918)
- Edward C. Banfield, sociologo e politologo statunitense (Bloomfield, n. 1916 - East Montpelier, † 1999)
- Edward Alsworth Ross, sociologo e genetista statunitense (Virden, n. 1866 - Madison, † 1951)

## Sollevatori(1)
- Edward Lawrence Levy, sollevatore, insegnante e scrittore britannico (Londra, n. 1851 - † 1932)

## Statistici(1)
- Edward Tufte, statistico e scultore statunitense (Kansas City, n. 1942)

## Stilisti(1)
- Edward Molyneux, stilista e profumiere britannico (Hampstead, n. 1891 - Monte Carlo, † 1974)

## Storici(12)
- Edward Armstrong, storico e biografo britannico (Tidenham, n. 1846 - Oxford, † 1928)
- Edward L. Ayers, storico statunitense (n. 1953)
- Edward Carr, storico, giornalista e diplomatico britannico (Londra, n. 1892 - Londra, † 1982)
- Edward Chaney, storico e docente britannico (Hillingdon, n. 1951)
- Edward Channing, storico statunitense (Dorchester, n. 1856 - Cambridge, † 1931)
- Edward Augustus Freeman, storico inglese (Staffordshire, n. 1823 - Alicante, † 1892)
- Edward Gibbon, storico, scrittore e politico inglese (Putney, n. 1737 - Londra, † 1794)
- E.E.Y. Hales, storico inglese (Nottingham, n. 1908 - Bellagio, † 1986)
- Edward Hyde, I conte di Clarendon, storico e politico inglese (Dinton, n. 1609 - Rouen, † 1674)
- Edward Ponsonby, VIII conte di Bessborough, storico britannico (Cork, n. 1851 - Cork, † 1920)
- Edward Togo Salmon, storico britannico (Londra, n. 1905 - Londra, † 1988)
- Edward Palmer Thompson, storico, scrittore e pacifista britannico (Oxford, n. 1924 - Worcester, † 1993)

## Storici dell'arte(1)
- Edward B. Garrison, storico dell'arte statunitense (Chicago, n. 1900 - † 1981)

## Storici della scienza(1)
- Edward S. Kennedy, storico della scienza statunitense (Messico, n. 1912 - Doylestown, † 2009)

## Surfisti(1)
- Eddie Aikau, surfista statunitense (Kahului, n. 1946 - Hawaii, † 1978)

## Tennisti(4)
- Edward Dewhurst, tennista australiano (Tamworth, n. 1870 - Australia, † 1941)
- D'Arcy McCrea, tennista e chirurgo irlandese (Altona, n. 1896 - Salford, † 1940)
- Ed Rubinoff, ex tennista statunitense (Brooklyn, n. 1935)
- Teddy Williams, tennista britannico (Bushey, n. 1866 - Johannesburg, † 1911)

## Tenori(1)
- Edward Lloyd, tenore inglese (Londra, n. 1845 - Worthing, † 1927)

## Teologi(2)
- Edward Robinson, teologo statunitense (Southington, n. 1794 - New York, † 1863)
- Edward Schillebeeckx, teologo e presbitero belga (Anversa, n. 1914 - Nimega, † 2009)

## Tiratori a segno(1)
- Edward Skilton, tiratore a segno britannico (Londra, n. 1863 - Watford, † 1967)

## Tiratori a volo(1)
- Ed Ling, tiratore a volo britannico (Taunton, n. 1983)

## Traduttori(1)
- Edward Marsh, traduttore britannico (Londra, n. 1872 - Londra, † 1953)

## Velisti(2)
- Edward Hore, velista britannico (Knightsbridge, n. 1849)
- Edward Trevelyan, ex velista statunitense (San Pedro, n. 1955)

## Velocisti(7)
- Eddie Hart, ex velocista statunitense (Martinez, n. 1949)
- Edward Jefferys, velocista sudafricano (Durban, n. 1936 - Amanzimtoti, † 1998)
- Edward Lindberg, velocista statunitense (Cherokee, n. 1886 - Highland Park, † 1978)
- Edward O'Brien, velocista statunitense (n. 1914 - Bermuda, † 1976)
- Eddie Osei-Nketia, velocista neozelandese (Auckland, n. 2001)
- Teddy Smouha, velocista britannico (Chorlton-cum-Hardy, n. 1909 - Ginevra, † 1992)
- Edward Toms, velocista britannico (Londra, n. 1899 - Wareham, † 1971)

## Vescovi anglicani(1)
- Edward Willes, vescovo anglicano britannico (Warwickshire, n. 1693 - Londra, † 1773)

## Vescovi cattolici(14)
- Edward James Burns, vescovo cattolico statunitense (Pittsburgh, n. 1957)
- Joseph Mark Siegel, vescovo cattolico statunitense (Joliet, n. 1963)
- Edward Peter Cullen, vescovo cattolico statunitense (Filadelfia, n. 1933 - Allentown, † 2023)
- Edward Daly, vescovo cattolico britannico (Belleek, n. 1933 - Derry, † 2016)
- Edward Celestin Daly, vescovo cattolico statunitense (Cambridge, n. 1894 - Roma, † 1964)
- Edward Aloysius Fitzgerald, vescovo cattolico statunitense (Cresco, n. 1893 - Winona, † 1972)
- Edward Janiak, vescovo cattolico polacco (Malczyce, n. 1952 - Breslavia, † 2021)
- Edward Francis Kelly, vescovo cattolico australiano (Wellington, n. 1917 - Tugun, † 1994)
- Edward Mark Lohse, vescovo cattolico statunitense (McKean, n. 1961)
- Edward Charles Malesic, vescovo cattolico statunitense (Harrisburg, n. 1960)
- Edward Henryk Materski, vescovo cattolico polacco (Vilnius, n. 1923 - Radom, † 2012)
- Edward Aleksander Władysław O'Rourke, vescovo cattolico polacco (Basina, n. 1876 - Roma, † 1943)
- Edward Matthew Rice, vescovo cattolico statunitense (Saint Louis, n. 1960)
- Edward Bernard Scharfenberger, vescovo cattolico statunitense (Brooklyn, n. 1948)

## Viaggiatori(1)
- Edward Brown, viaggiatore britannico (Norwich, n. 1644 - Northfleet, † 1708)

## Wrestler(11)
- Brutus Beefcake, ex wrestler statunitense (Tampa, n. 1957)
- Colonel DeBeers, wrestler statunitense (Saint Joseph, n. 1945 - Saint Joseph, † 2025)
- The Sheik, wrestler statunitense (Lansing, n. 1926 - Williamston, † 2003)
- Ed Don George, wrestler e lottatore statunitense (Java, n. 1905 - Fort Lauderdale, † 1985)
- Eddie Graham, wrestler e attore statunitense (Chattanooga, n. 1930 - Tampa, † 1985)
- Teddy Hart, wrestler canadese (Calgary, n. 1980)
- Killer Kowalski, wrestler canadese (Windsor, n. 1926 - Malden, † 2008)
- Eddie Kingston, wrestler statunitense (Yonkers, n. 1981)
- Wahoo McDaniel, wrestler e giocatore di football americano statunitense (Bernice, n. 1938 - Houston, † 2002)
- Moondog King, wrestler canadese (St. John's, n. 1949 - St. John's, † 2005)
- Umaga, wrestler samoano americano (Samoa Americane, n. 1973 - Houston, † 2009)

## Zoologi(3)
- Edward Turner Bennett, zoologo inglese (n. 1797 - † 1836)
- Edward Alphonso Goldman, zoologo statunitense (Mount Carroll, n. 1873 - Washington, † 1946)
- Edward Sylvester Morse, zoologo e archeologo statunitense (Portland, n. 1838 - Salem, † 1925)

## Senza attività specificata(12)
- Edward Granville Browne, iranista britannico (Stouts Hill, n. 1862 - Cambridge, † 1926)
- Edward e Henry Schnell, tedesco
- Edward Etzel, ex tiratore a segno statunitense (New Haven, n. 1952)
- Eddie Hall, strongman britannico (Newcastle-under-Lyme, n. 1988)
- Edward Koiki Mabo, australiano (Mer, n. 1936 - Brisbane, † 1992)
- Edward Baker Lincoln, statunitense (Springfield, n. 1846 - Washington, † 1850)
- Ned Maddrell, mannese (Cregneash, n. 1877 - Douglas, † 1974)
- Edward Rich, VI conte di Warwick, conte britannico (n. 1673 - † 1701)
- Edward Henry Rich, VII conte di Warwick, conte britannico (n. 1698 - † 1721)
- Edward Smith, comandante marittimo britannico (Hanley, n. 1850 - Oceano Atlantico, † 1912)
- Edward Watson, ex ballerino britannico (Bromley, n. 1976)
- Edward W. Wynkoop, statunitense (Filadelfia, n. 1836 - Santa Fe, † 1891)